# 의사결정
의사결정(意思決定, 영어: decision making)은 여러 대안 중에서 하나의 행동을 고르는 일을 해내는 정신적 지각활동이다. 모든 의사결정의 과정은 하나의 최종적 선택을 가지게 되며 이 선택의 결과로 어떤 행동 또는 선택에 대한 의견이 나오게 된다. 정보처리 관점에서 의사결정은 정보와 반응 사이의 다 대 일 대응으로 나타난다고 볼 수 있다. 즉, 대개 많은 정보를 지각하고 평가하여 하나의 선택을 하는 것이다.
심리학적 관점에서는 개별 의사 결정들이 어떤 개인의 필요, 선호에 의해 가치를 갖는 상황 안에서 내려지게 되는지를 연구한다. 한편 인지심리학적 관점에서 의사결정과정은 환경과 계속적으로 상호작용을 일으키는 가운데에서 행해지는 연속적인 과정으로 보아야 한다. 그러나 다른 차원에서 의사결정은 만족할 만한 해결책이 나올 때까지 수행해야 할 문제 해결 활동으로 여겨진다. 그러므로 의사결정은 이성적이거나 비이성적일 수 있으며 어떤 분명한 혹은 불분명한 가정에 기반한 논리적 이유나 감성적 이유에 의해 내려지는 결정이다.
모든 과학연구에 있어서 의사결정은 반드시 주어진 정보와 지식에 기초하여 결정하여야 하는 논리적 의사결정이어야 한다. 하지만 예를 들어 의학적 결정을 위해서 진단과 처방을 통해 의사결정을 하는 경우 대단히 시간에 쫓기고, 위험도가 높으며 불확실성이 크다. 따라서 최적의 의사결정을 내리는 것이 쉽지 않으며 불확실한 가운데에서도 최적의 의사결정을 위한 여러 가지 방법이 의사결정분석을 통해 이루어져야 한다.

## 특성

### 불확실성
의사결정에 있어 가장 중요한 특성은 불확실성이다. 결정론(determinism)에 반대로 우리가 사는 세상이 확률적 성격을 가지고 있다는 세계관에서 하나의 선택은 어떤 한 결과를 야기할 수 있거나 다른 결과를 만들어 낼 수 있다. 의사결정에 의해 일어날 수 있는 어떤 결과가 선호되지 않거나 대가가 요구된다면 이러한 불확실한 결정은 위험을 포함하고 있다.

### 친숙성
친숙한 상황이나 선택에서 결정을 할 경우 이 선택은 신속하고 깊은 생각 없이 이루어질 수 있다. 전문가나 초보자가 정보를 처리하는 방식의 차이를 보면 친숙한 상황에서는 전문가가 더 빨리 처리한다. 그러나 늘 더 정확하지는 않다.

### 편향
편향은 사람들이 의사결정과정 중에 잠재적으로 가질 수 있는 지각적 간섭에 의해 결정을 향상시키고자 하는 특성이다. 다음은 사람들이 보통 가지는 지각적 편향이다.
- 선택적 증거 채택: 선호하는 결과를 얻기 위해 주관적으로 선택을 지지하는 증거는 채택하고 그렇지 않은 증거는 무시하는 경향
- 관성: 새로운 상황에 놓여져도 이전에 가진 사고의 패턴을 바꾸지 않으려는 편향
- 선택적 지각: 중요하지 않다고 생각되는 것을 능동적으로 걸러내어 정보를 지각하는 경향
- 낙천적 소망: 밝은 면만 보고자 하는 경향에서 지각과 사고를 편향하게 할 수 있음
- 선택 지지: 선택한 것에 대한 기억을 왜곡하여 보다 매력적인 다른 선택을 거부하는 편향
- 최신 선호: 가장 최근의 새로운 정보에 대한 관심이 기존의 정보를 대체. 반대로는 처음의 것을 선호하는 프라이머시 효과(Primacy effect)
- 반복 편향: 가장 많이 논의 되거나 가장 많은 정보 원천을 가진 정보를 선호하는 편향
- 고정 편향: 초기의 정보가 이후의 정보에 대한 관점을 형성하여 결정을 내리게 하는 편향
- 불확실성의 과소평가: 어떤 상황이나 사실에 대해서 실제로 제어할 수 있는 능력이 없거나 약한데도 불구하고 미래의 불확실성을 과소평가하고 자신이 이것을 제어할 수 있다고 믿으며, 결정에 따른 잠재적 문제를 최소화 할 수 있다고 믿는 것

## 유형

### 구조적 의사 결정
구조적 의사 결정은 비구조적 의사결정과는 반대로 반복적이고, 일상적이며, 이를 다루기 위한 확실한 절차를 포함하므로 매번 새로운 것처럼 다루지 않아도 된다.

### 반구조적 의사 결정
반구조적 의사 결정은 문제의 일부만이 인정된 절차에서 제공된 확실한 답이 있다. 보통 구조적 의사결정은 낮은 조직 수준에서 좀더 우세하며, 비구조적 의사결정은 기업의 높은 수준에서 좀 더 일반적이다.

### 비구조적 의사 결정
비구조적 의사 결정은 의사결정자가 문제를 풀기 위해 판단, 평가, 통찰을 제공해야만 하는 것을 말한다. 의사결정의 각각은 새롭고, 중요하고, 일상적이지 않으며, 의사결정을 위해 잘 이해되고 합의된 절차가 없다.

## 역할
관리자들의 일상 행동을 분석한 결과, 민츠버그(H. Mintzberg)는 그것을 10가지 관리적 역할로 분류할 수 있음을 발견했다. 관리자 역할(managerial role)은 관리자들이 조직에서 수행할 것으로 기대되는 활동들이다. 민츠버그는 관리적 역할은 대인관계의 역할, 정보관점의 역할, 의사결정의 역할 등으로 3가지의 범주에 속한다고 한다. 관리자들은 의사결정을 한다. 의사결정의 역할에서 그들은 새로운 종류의 활동들을 시작하는 기업가 역을 맡고, 조직에서 발생하는 혼란을 처리하고, 자원이 필요한 직원들에게 그것을 할당하고, 분쟁을 해결하며 조직 내 분쟁 집단들을 조정한다.
- 대인관계의 역할 (interpersonal role)

관리자들의 일상 행동을 분석한 결과, 민츠버그(Mintzberg)는 그것을 10가지 관리적 역할로 분류할 수 있음을 발견했다. 관리자 역할(managerial role)은 관리자들이 조직에서 수행할 것으로 기대되는 활동들이다. 민츠버그는 관리적 역할은 대인관계의 역할, 정보관점의 역할, 의사결정의 역할 등으로 3가지의 범주에 속한다고 한다. 관리자들은 그들의 회사를 외부에 소개할 때나 사원상을 수여하는 것처럼 상징적 의무를 수행할 때 대인관계의 역할(interpersonal role)에서 표면상 조직의 대표 역할을 한다. 관리자들은 부하직원에게 동기를 부여하고 상담 및 지원을 하는 지도자로서 역할을 한다.또한 관리자들은 다양한 조직 수준 사이에서 연락병 역할을 하며, 각 수준에서 구성원들을 서로 연결하는 역할도 수행한다.
- 정보관점의 역할 (informational role)

관리자들의 일상 행동을 분석한 결과, 민츠버그(Mintzberg)는 그것을 10가지 관리적 역할로 분류할 수 있음을 발견했다. 관리자 역할(managerial role)은 관리자들이 조직에서 수행할 것으로 기대되는 활동들이다. 민츠버그는 관리적 역할은 대인관계의 역할, 정보관점의 역할, 의사결정의 역할 등으로 3가지의 범주에 속한다고 한다. 관리자들은 정보 관점의 역할(informational role)에서 가장 구체적이고 최신의 정보를 받아서, 그것을 알아야 하는 사람들에게 재분배하는 조직의 신경센터 역할을 한다. 그러므로 관리자들은 정보 배포자 이자 조직의 대변인이다.
- 의사결정의 역할 (decision role)

관리자들의 일상 행동을 분석한 결과, 민츠버그(Mintzberg)는 그것을 10가지 관리적 역할로 분류할 수 있음을 발견했다. 관리자 역할(managerial role)은 관리자들이 조직에서 수행할 것으로 기대되는 활동들이다. 민츠버그는 관리적 역할은 대인관계의 역할, 정보관점의 역할, 의사결정의 역할 등으로 3가지의 범주에 속한다고 한다. 관리자들은 의사결정을 한다. 의사결정의 역할(decision role)에서 그들은 새로운 종류의 활동들을 시작하는 기업가 역을 맡고, 조직에서 발생하는 혼란을 처리하고,자원이 필요한 직원들에게 그것을 할당하고, 분쟁을 해결하며 조직 내 분쟁 집단들을 조정한다.

## 일상적 의사결정
의사결정 행위는 인간의 생활속에서 일상적으로 벌어진다. 보통 사람들은 일상속에서 다음과 같은 방법으로 의사결정을 하곤 한다.
- 장단점 결정: 플라토와 벤자민 프랭클린에 의해 고안된 방법으로 인기가 많다. 각각의 선택지에 대한 장점과 단점을 적어 내리는 방법으로 분석한다.
- 만족 결정: 가장 처음 만족스러운 결과를 내놓는 대안을 선택하는 의사결정법. 최적의 선택은 아닐지라도 선택에 대한 시간적 압박이 있는 경우에 적절하다.
- 전문가 결정: 해당 분야에 권위나 지식이 있는 전문가에게 질문하여 나오는 답으로 의사를 결정하는 방법.
- 동전던지기: 동전 혹은 카드등 무작위적인 방법을 통해 운에 맡기는 결정.
- 영적 결정: 기도나 점과 같은 영적인 깨달음에 의한 결정.

## 관리자의 역할
관리자들은 조직에서 핵심적인 역할을 담당한다. 그들의 책임은 의사결정을 내리는 것부터 보고서, 작성, 회의 참석, 생일파티 준비까지 다양하다. 관리적 행동에서 전통적, 현대적 모델을 볼 수 있다. 관리자들이 해야 할 일을 설명하는 전통적 관리 모델은 1920년 이래 70년 이상 큰 문제가 없었다. 헨리 파욜(Henri Fayol) 등 기타 초창기 연구자들은 관리자의 5가지 전통적 기능을 계획, 조직화, 조정, 결정, 통제로 설명하였다.
경영관리 활동에서 이런 설명은 오랫동안 지배적인 경영관리 사상이었고, 오늘날도 여전히 대중적이다.

전통적 모델( classical model )은 정형화된 관리적 기능을 묘사하지만, 관리자들이 계획하고, 결정하고, 다른 사람들의 작업을 통제할 때 정확히 무엇을 해야 하는지 설명하지 못한다. 이를 위해 일상 활동에서의 관리자를 연구하는 현대 행동과학자들의 작업에 주의를 돌려야 한다. 행동적 모델( Behavioral model )은 관리자들의 실제 행동이 전통적인 모델에서 보이는 것보다 덜 체계적이고, 덜 정형적이고, 덜 숙고하고, 덜 조직화되어 있으면서 더 민감한 것처럼 보인다고 설명한다.

### 관리자 여과
적시에 정확한 정보가 있는데도 일부 관리자는 잘못된 의사결정을 내릴 수 있다. 관리자들은 자신 주위의 세계를 인식하기 위해 일련의 여과를 통하여 정보를 흡수한다. 관리자들은 선택적인 주의력을 지니며, 특정 종류의 문제와 해결책에 집중하며, 현실에서 스스로를 고립시키는 다양한 편견이 있다. 관리자들은 자신들의 이전 생각과 맞지 않기 때문에 듣기 원하지 않는 정보를 여과시킨다.

## 관련서적
- 공학심리학, 크리스토퍼 D. 위킨스, 저스틴 G. 홀랜즈 지음, 곽호완외 4인 옮김, 시그마프레스, ISBN 89-90685-41-9

## 같이 보기
- 결정이론
- 문제해결
- 자유의지
- 그룹 의사결정지원시스템
- 대니얼 카너먼
  - 전망이론
- 게리 클라인